# Dicliptera javanica
Dicliptera javanica är en akantusväxtart som beskrevs av Christian Gottfried Daniel Nees von Esenbeck. Dicliptera javanica ingår i släktet Dicliptera och familjen akantusväxter. Inga underarter finns listade i Catalogue of Life.